# زویژنگتس (استان پودلاسکی)
زویژنگتس (به لهستانی:  Zwierzyniec) یک روستا در لهستان است که در گمینا بیاووویژا واقع شده‌است.